# الليلة الثانية عشرة أو كما تشاء

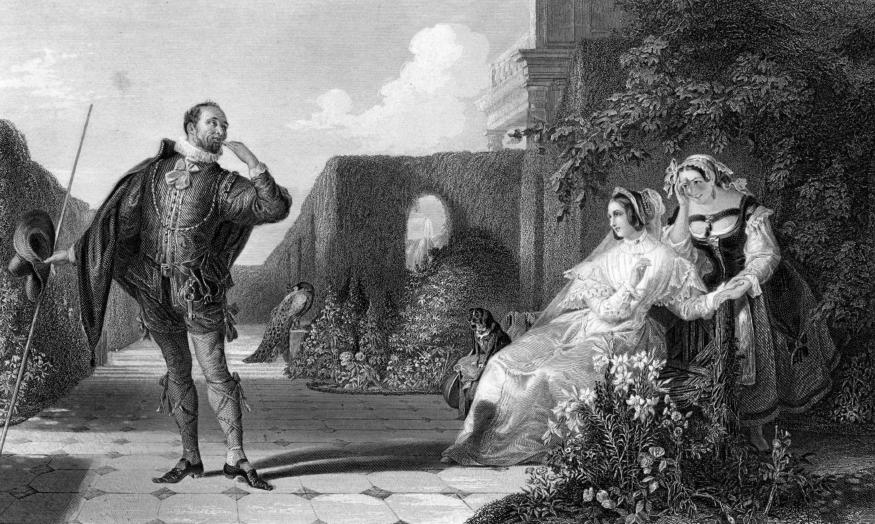

الليلة الثانية عشر أو سمها كما تشاء هي مسرحية مثيرة، إذ إنها تتناول قصة حزن الافتراق بين الأخ والأخت، كما أنها تتميز بالرومانسية عندما يقع كل منهما في الحب، هي كوميديا هزلية مفعمة بالتهكم والسخرية اللطيفة في الغالب، مع نهاية سعيدة للأخ والأخت، حيث يجتمعان ثانية معاً كما يجتمع كلاهما بمحبوبه. في الوسط هناك التعقيد المثير: هويات غير صحيحة، تخطط لخدع أشخاص حمقى، وشخصان مغروران يحصلات على ما يستحقان.بالرغم من أن بعض الأعراف التي كانت موجودة في وقت شكسبير تعطي المسرحية وجهين مختلفين عن الكوميديا المماثلة من وقتنا الحاضر، إلا أن شكسبير صورها بطريقة جعلها تبدو وكأنها فيلماً تلفزيونياً.

## تحليل المسرحية
إن معالجة المواضيع بهذه الطريقة بدلاً من أن تبدو كأيقونة ستدفع ولاء إلى -الليلة الثانية عشرة فيها الكثير من مناشدة العاطفيين- السخفاء، والنقديين، وبالطبع هناك شخص ما لفوليو، النوع المغرور الذي أظهره شكسبير بطريقة تلفت نظر القارئ بالنسبة إلى ما يحدث له في نهاية القصة، لأن القارئ يتوق إلى رؤية ما سيحصل لمثل شخصية مالفوليو.
لم تكن مسرحية الليلة الثانية عشرة لشكسبير مجرد كوميديا تثير المرح في نفوس القراء أو المشاهدين، بل كانت كوميديا تحمل طابع التراجيدية في الكثير من الشخصيات الفاعلة في المسرحية .
وقد فعل شكسبير في هذه المسرحية فكرة (الكوميديا التراجيدية) ( Tragicomedy) مع شخصية ملفوليو(Malvolio )الذي كان مدير منزل الدوقة اوليفيا (Olivia) والعاشق المتيم لهذه السيدة، الذي انطلت عليه الحيل التي حاكها له خدم وأقرباء سيدة القصر
ملفوليو كان شخصية مثلت الالتزام والنظام وقد أشار الكثير من النقاد الإنكليز إلى انه كان رمز لمجتمع البيورتن، الذي امتاز بتقاليده الخاصة وأصوله في الحياة ... والحقيقة أن هذه الآراء ليست ببعيدة عن الصورة التي رسمتها أنامل شكسبير لهذه الشخصية، التي أمتعت القراء بالمواقف التي وقع فيها خلال أحداث المسرحية، لكنه كان في نهاية الأمر ضحية للمجتمع وضحية لغروره وكبرياءه اللذان وجها أفعاله وسلوكياته إلى أن يكون ساذج تنطلي عليه الحيل والمكائد .
السخرية التي امتازت بها مسرحية الليلة الثانية عشرة لم تكن سخرية مبتذلة لغرض الضحك والمرح، ولم تكن سخرية رخيصة ... بل كانت سخرية موقف وأشخاص ومكان وزمان في أن واحد وبطريقة محترمة أضفت على المسرحية جو من السكون الذي قد يرافق الضحك فلا يستطيع القارئ أن يضحك فقط !! بل يضحك ويعتصر قلبه حزنا في الوقت ذاته لان التعاطف الذي أوجده شكسبير بين القارئ والشخصية كانا سبب تلك الحسرة التي قد تطغى على الابتسامة في اغلب الأحيان ... فلا يتسنى للقارئ أن يتمتع بالابتسامة في هذا الموقف أو ذاك بلا أن تتحرك مشاعره نحو التعاطف مع الشخصية مثار السخرية .
ما يميز هذه المسرحية، هو أن القارئ قد يتفاعل مع الأحداث التي تحصل والتي يقرأها إذ أنه يشعر وكأنه داخل المسرحية وقد ينفعل إلى حد قد يشاء أن يحذر بعض الشخصيات من المكائد التي تحضر له.
هذا القارئ يضحك أحياناً، يستهزئ، يتنهد في المشاهد الرومانسية ربما، قد يظهر عدم تصديقه لأي شيء بعيد عن تصوره، أو فكرة بعيدة عن الحقيقة، فهو حر في رؤيته الخاصة وهذا ما أوحى إليه شكسبير من خلال العنوان الثانوي للمسرحية.
يبدو أن عنوان المسرحية يشير إلى الأيام الإثنتي عشرة الأخيرة لعيد الميلاد، كما في الأغنية التي نسمع في أغلب الأحيان أثناء تلك الفترة. كان اليوم الأخير (أو الليلة الثانية عشرة) في وقت شكسبير يعتبر يوماً من الاحتفال والمرح.
العنوان الثانوي لهذه المسرحية (أو سمها كما تشاء)، يبدو أكثر شبهاً بالعبارة الشعبية، فكلمة "كما تستعمل للقول تقريباً: "أنا لا أهتم"، أما تفسير شكسبير لاستخدامه هذه العبارة لربما كان سيقول إنه عنى بذلك "الليلة الثانية عشرة أو سمها كما تشاء. "تاركاً الخيار للقارئ. إذا هو في الحقيقة يعطينا تلك الحرية، ثم نحن يمكن أن نقرأ هذه المسرحية ونحن مستلقيون نضحك، نسخر من الأشخاص، ونصنع منهم ما نحن نشاء كما قال شكسبير "كما تشاء".
ظهرت في السينما في عدة افلام منها (she is the man)